# 鱼复街道
鱼复街道，是中华人民共和国重庆市奉节县下辖的一个乡镇级行政单位。

## 行政区划
2014年5月，设立鱼复街道，面积约14平方公里，辖原永安镇的步云、新竹、明良、康宁、茶店5个社区。
鱼复街道下辖以下地区：
明良社区、新竹社区、康宁社区、茶店社区、步云社区和迎宾社区。